# دیوید گارسیا (بازیکن فوتبال زاده ۱۹۹۴)
دیوید گارسیا (انگلیسی: David García؛ زادهٔ ۱۴ فوریهٔ ۱۹۹۴) بازیکن فوتبال اهل اسپانیا است.
از باشگاه‌هایی که در آن بازی کرده‌است می‌توان به باشگاه فوتبال اوساسونا اشاره کرد.